# Kiricephalus
Kiricephalus is een geslacht van kreeftachtigen uit de klasse van de Ichthyostraca.

## Soorten
- Kiricephalus clelii Riley & Self, 1980
- Kiricephalus coarctatus (Diesing, 1850)
- Kiricephalus constrictor Riley & Self, 1980
- Kiricephalus gabonensis Riley & Self, 1980
- Kiricephalus pattoni (Stephens, 1908)
- Kiricephalus tortus (Shipley, 1898)